# مجموعه عزآباد
مجموعه عزآباد مربوط به دوران‌های تاریخی پس از اسلام است و در شهرستان صدوق، روستای عزآباد واقع شده و این اثر در تاریخ ۲۵ اردیبهشت ۱۳۸۰ با شمارهٔ ثبت ۳۸۴۹ به‌عنوان یکی از آثار ملی ایران به ثبت رسیده است.